# Zjazd Pracowników Kultury w Obronie Wolności i Postępu

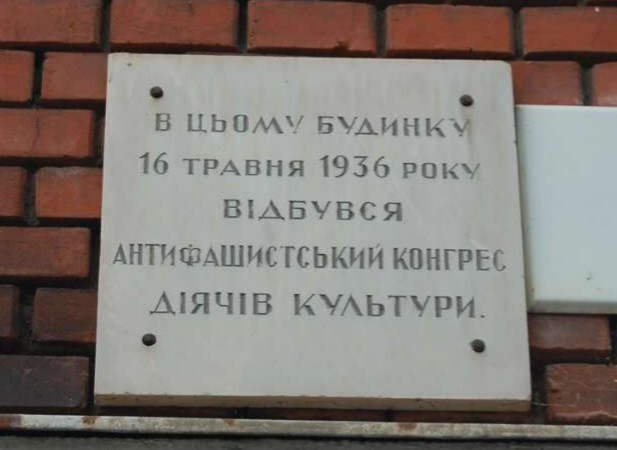
Tablica pamiątkowa na ścianie Miejskiego Pałacu Kultury im. Hnata Chotkiewicza we Lwowie.

Zjazd Pracowników Kultury w Obronie Wolności i Postępu – kongres inteligencji polskiej, ukraińskiej i żydowskiej, który odbył się w dniach 16-17 maja 1936 we Lwowie.
Inicjatorką zjazdu była Komunistyczna Partia Polski i Komunistyczna Partia Zachodniej Ukrainy; współorganizowali go jednolitofrontowi działacze Okręgowego Komitetu Robotniczego Polskiej Partii Socjalistycznej we Lwowie oraz Liga Obrony Praw Człowieka i Obywatela. W obradach wzięło udział wielu komunistycznych, socjalistycznych, demokratycznych i bezpartyjnych działaczy kultury i nauki. Zjazd wezwał wszystkich postępowych pracowników kultury do walki przeciw wojnie. Potępił ucisk narodowościowy oraz faszyzację życia politycznego w Polsce, omówił zagadnienia zacofania szkolnictwa i problem analfabetyzmu oraz kwestię bezrobocia wśród pracowników umysłowych. Wyraził solidarność inteligencji demokratycznej z dążeniami do utworzenia Frontu Ludowego. Domagał się likwidacji obozu w Berezie Kartuskiej.
W kongresie uczestniczyli m. in: Emil Zegadłowicz, Leon Kruczkowski, Władysław Broniewski, Wanda Wasilewska, Antoni Olcha, Anna Kowalska, Halina Górska, Jarosław Hałan, Aleksander Dan, Wincenty Rzymowski, Halina Krahelska, Stanisław Jerzy Lec, Kazimiera Muszałówna, Zofia Lissa, Andrzej Pronaszko, Dezydery Szymkiewicz, Karol Kuryluk, Henryk Dembiński, Bronisław Dąbrowski, Stepan Tudor, Ołeksandr Hawryluk, Jan Szczyrek, Marian Naszkowski.